# Viggo Madsen (målare)
Viggo Madsen, född 5 mars 1885 i Kongens Lyngby, död 8 juli 1954 i Köpenhamn, var en dansk målare och tecknare.
Han var son till kritikern, målaren och museimannen Karl Madsen och Thora Juliane Nielsen samt från 1909 gift med Ragnhild Olsen. Han studerade konst för Holger Grønvold vid Tekniske Skolen i Köpenhamn 1899 samt för Kristian Zahrtmann vid Kunstnernes Frie Studieskoler 1902-1904, redan från första skolåret under Zahrtmann fick han arbeta som assistent till Joakim Skovgaard vid målningsarbetet som utfördes vid Viborg Domkirke. Han fottsatte sina studier vid Académie des Beaux-Arts i Paris 1906 och var samtidigt elev till Christian Krohg. Han medverkade ett flertal gånger från 1904  i Kunstnernes Efterårsudstilling som visades på Charlottenborg samt i Den Frie Udstilling 1905-1906 och 1908-1914, han var representerad i utställningen Nyere dansk kunst som visades på Liljevalchs konsthall 1919 och Sommerudstilling som visades på Statens Museum for Kunst 1941. Tillsammans med Hugo Liisberg ställde han ut på Galleri Haagen-Müller i Köpenhamn 1955. Separat debuterade han på Galleri Christian Larsen 1915. Till hans offentliga arbeten hör ett flertal altartavlor och dekorationsmålningar för kyrkor i Danmark och Färöarna. Hans konst består av landskapsskildringar, porträtt, stilleben och illustrationer för böcker, tidskrifter samt exlibris. Madsen är representerad vid bland annat Statens Museum for Kunst och Malmö konstmuseum.